# Montmany de Sobreroca
Montmany de Sobreroca és una obra del municipi de Pallejà (Baix Llobregat) inclosa en l'Inventari del Patrimoni Arquitectònic de Catalunya.

## Descripció
Es tracta d'una masia i conjunt de construccions d'èpoques diferents que en part encerclen o venen adossades a la masia antiga originàriament de dues plantes i golfa. En el portal del tancat hi figura la inscripció "1676-Jaume Montmany". Al costat nord hi ha l'entrada a l'oratori, les dovelles i la llinda estan resseguides amb motllures gòtiques. A una finestra hi consta la data de 1625.
El conjunt edificat ocupa gairebé els 1500m² d'extensió. L'envolt de les construccions més modernes dificulta la visió original de la part antiga del mas. De fet és la masia més gran del terme de Pallejà, la capella dedicada a Sant Salvador ve documentada el 1342 (Parròquia de la Palma de Cervelló).

## Història
La data històricament més antiga es refereix al Fogatge de 1553 que fou fet per Bartomeu Montmany de Sobrerroca, el que prova l'existència anterior de la masia. De fet la història de Pallejà es remunta al segle X i el nucli era dispers (masies). Segurament existiria Can Montmany de Sobrerroca en ser realitzat el primer fogatge conegut (1365-1370) després de la Pesta Negra, que donà a Pallejà 30 focs. El senyor de Pallejà era llavors Guillem Olomar.